# إينيوس

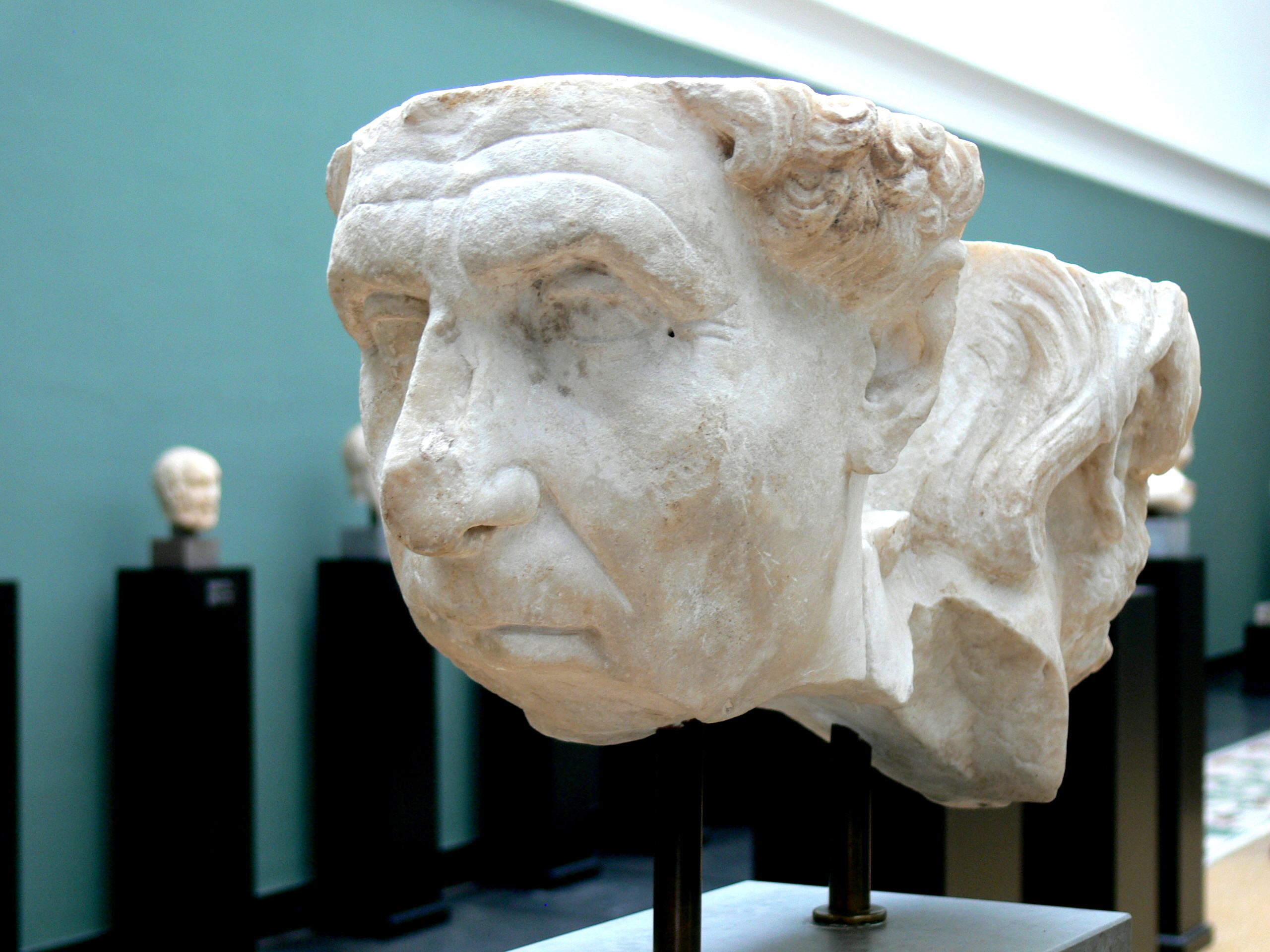
هرم مزدوج لمنحتة رأسي فيرجيل واينيوس. متحف كوبنهاغن.كوينتوس

اينيوس (239 ق.م - 169 ق.م) هو كاتب عاش خلال فترة الجمهورية الرومانية ويعتبر أبو الشعر الروماني. كان من الاوسكانيون وهم من اللغويون الذين عاشوا وسط وجنوبي إيطاليا. بالرغم من ضياع معظم أعماله، الا ان تأثيره على الادب الاتيني عظيم.

## سيرته
ولد اينيوس في مدينة روديا التي اكثريتها من الاوسكان والتس اسسها الميسابيون. وهنا امتزجت اليونانية واللاتينية والاوسكانية معا، لذلك قال اينيوس ان له ثلاثة قلوب: اليونانية واللاتينية والاوسكانية (باللاتينية: Quintus Ennius tria corda habere sese dicebat, quod loqui Graece et Osce et Latine sciret).

## من اقواله
- لا أحد يدري بخطواته لان الجيع يتظرون إلى السماء
- ما اشبهنا بالقردة اشنع الحيوانات
- لن تخسر لهيب شمعتك عندما تستعملها لانارة شمعة الاخرين.

## روابط خارجية
- إينيوس على موقع الموسوعة البريطانية (الإنجليزية)
- إينيوس على موقع إن إن دي بي (الإنجليزية)
- إينيوس على موقع ديسكوغز (الإنجليزية)

## مزيد من القراءة
- Brooks، Robert A. (1981). Ennius and Roman tragedy. New York.: Arno Press. ISBN:0-405-14030-4.
- Ennius، Quintus (1967). Jocelyn، H D (المحرر). The tragedies of Ennius. Cambridge: Cambridge University Press.
- Evans، R.L.S. (1999). "Ennius". في Briggs، Ward (المحرر). Ancient Roman Writers. Dictionary of Literary Biography. ج. 211.
- Fitzgerald، William؛ Gowers، Emily، المحررون (2007). Ennius perennis : the Annals and beyond. Cambridge: Cambridge Philological Society. ISBN:978-0-906014-30-1.
- Goldberg، Sander M. (1995). Epic in Republican Rome. New York: Oxford University Press. ISBN:0-19-509372-0.
- Skutsch، Otto (1985). The Annals of Q. Ennius. Oxford: Clarendon Press. ISBN:0-19-814448-2.
- Skutsch، Otto (1968). Studia Enniana. Athlone Press: London.
- Warmington، E.H. (1956). Remains of Old Latin. Cambridge: Harvard University Press.